# بديع الزمان الهمذاني
بَدِيعُ الزَّمَانِ أَبُو الفَضْلِ أَحْمَدُ بْنُ الحُسَيْنِ بْنِ يَحْيَى بْنِ سَعِيدٍ الهَمَذَانِيُّ التَّغْلِبِيُّ (358 هـ/969 م -398 هـ/1007 م) كاتب وأديب من أسرة عربية ذات مكانة علمية مرموقة استوطنت همدان وبها ولد بديع الزمان فنسب إليها، وقد كان يفتخر بأصله العربي إذ كتب في أحد رسائله إلى أبي الفضل الأسفرائيني: «إني عبد الشيخ، واسمي أحمد، وهمدان المولد وتغلب المورد، ومضر المحتد». يُعتبر كتابه الذي يُعرف اليوم بـ «مقامات بديع الزمان الهمذاني» أشهر مؤلفاته والذي كان لهُ الفضل في وضع أسس هذا الفن وفتح بابه واسعا ليلجه أُدباء كثيرون أتوا بعده أمثال أبو محمد القاسم الحريري وفريد الدين العطار وسعدي الشيرازي ويحيى بن سليمان الحريزي.
وقد تمكن بديع الزمان بفضل أصله العربي وموطنه الفارسي من امتلاك الثقافتين العربية والفارسية وتضلعه في آدابهما فكان لغوياً وأديبًا وشاعراً وتوفي عام 398 هـ، انتقل بديع الزمان إلى أصفهان فانضم إلى حلبة شعراء الصاحب بن عباد، ثم يمم وجهه شطر جرجان فأقام في كنف أبي سعيد محمد بن منصور وخالط أسرة من أعيان جرجان (تعرف بالإسماعيلية) فأخذ من علمها الشيء الكثير ثم ما فتئ أن نشب خلاف بينه وبين أبي سعيد الإسماعيلي فغادر جرجان إلى نيسابور، وكان ذلك سنة (382هجرية/ 992ميلادية) واشتدت رغبته في الاتصال باللغوي الكبير والأديب الذائع الصيت أبي بكر الخوارزمي، ولبى هذا الخوارزمي طلب بديع الزمان والتقيا، فلم يحسن الأول استقبال الثاني وحصلت بينهما قطيعة ونمت بينهما عداوة فاستغل هذا الوضع بعض الناس وهيؤوا للأديبين مناظرة كان الفوز فيها لبديع الزمان بفضل سرعة خاطرته، وقوة بديهته. فزادت هذه الحادثة من ذيوع صيت بديع الزمان عند الملوك والرؤساء وفتحت له مجال الاتصال بالعديد من أعيان المدينة، والتف حوله الكثير من طلاب العلم، فأملى عليهم بأكثر من أربعمائة مقامة (لم يبق منها سوى اثنتان وخمسون).
لم تطل'" إقامة بديع الزمان"' بنيسابور وغادرها متوجها نحو سجستان فأكرمه أميرها خلف بن أحمد أيما إكرام، لأنه كان مولعا بالأدباء والشعراء. وأهدى إليه "'بديع الزمان"' مقاماته إلا أن الوئام بينهما لم يدم طويلا، فقد تلقى "'بديع الزمان"' يوما من الأمير رسالة شديدة اللهجة أثارت غضبه، فغادر سجستان صوب غزنة حيث عاش في كنف السلطان محمود الغزنوي معززا مكرماً، وكانت بين أبي العباس الفضل بن أحمد الأسفرائي وزير السلطان محمود عدة مراسلات، وفي آخر المطاف حط رحاله بديع الزمان بمدينة هرات فاتخذها دار إقامة وصاهر أبا علي الحسين بن محمد الخشنامي أحد أعيان هذه المدينة وسادتها فتحسنت أحواله بفضل هذه المصاهرة، وبمدينة هرات لفظ أنفاسه الأخيرة.
ومات في 11 جمادى الآخرة 398 هـ، وقد أخذته سكتة، فدفن سريعا، وسمعوا صراخه في القبر فنبشوه، فوجدوه ميتا وقد قبض على لحيته من هول القبر.

## مآثره
- مجموعة رسائل
- ديوان شعر
- مقامات الهمذاني (وهي أبرز ما خلفه بديع الزمان) طبقت شهرتها الآفاق، وقد كانت وما زالت منارة يهتدي بها من يريد التأليف في هذا الفن، فيمتع الناس بالقصص الطريفة والفكاهة البارعة، ويزود طلاب العلم بما يلزمهم من الدرر الثمينة في ميدان سحر الأسلوب، وغرابة اللفظ وسمو المعنى.

## المقامات
يُعتبر كتابه الذي يُعرف اليوم بـ «مَقَامَات بَدِيعْ اَلزَّمَانْ اَلْهَمَذَانِي» أشهر مؤلفاته والذي كان لهُ الفضل في وضع أسس هذا الفن وفتح بابه واسعاً ليلجه أُدباء كثيرون أتوا بعده أمثال أبو محمد القاسم الحريري وفريد الدين العطار وسعدي الشيرازي ويحيى بن سليمان الحريزي.
والمقامات مجموعة حكايات قصيرة متفاوتة الحجم جمعت بين النثر والشعر بطلها رجل وهمي يدعى أبو الفتح الإسكندري وعرف بخداعه ومغامراته وفصاحته وقدرته على قرض الشعر وحسن تخلصه من المآزق إلى جانب أنه شخصية فكاهية نشطة تنتزع البسمة من الشفاه والضحكة من الأعماق. ويروي مغامرات هذه الشخصية التي تثير العجب وتبعت الإعجاب رجل وهمي يدعى عيسى بن هشام.

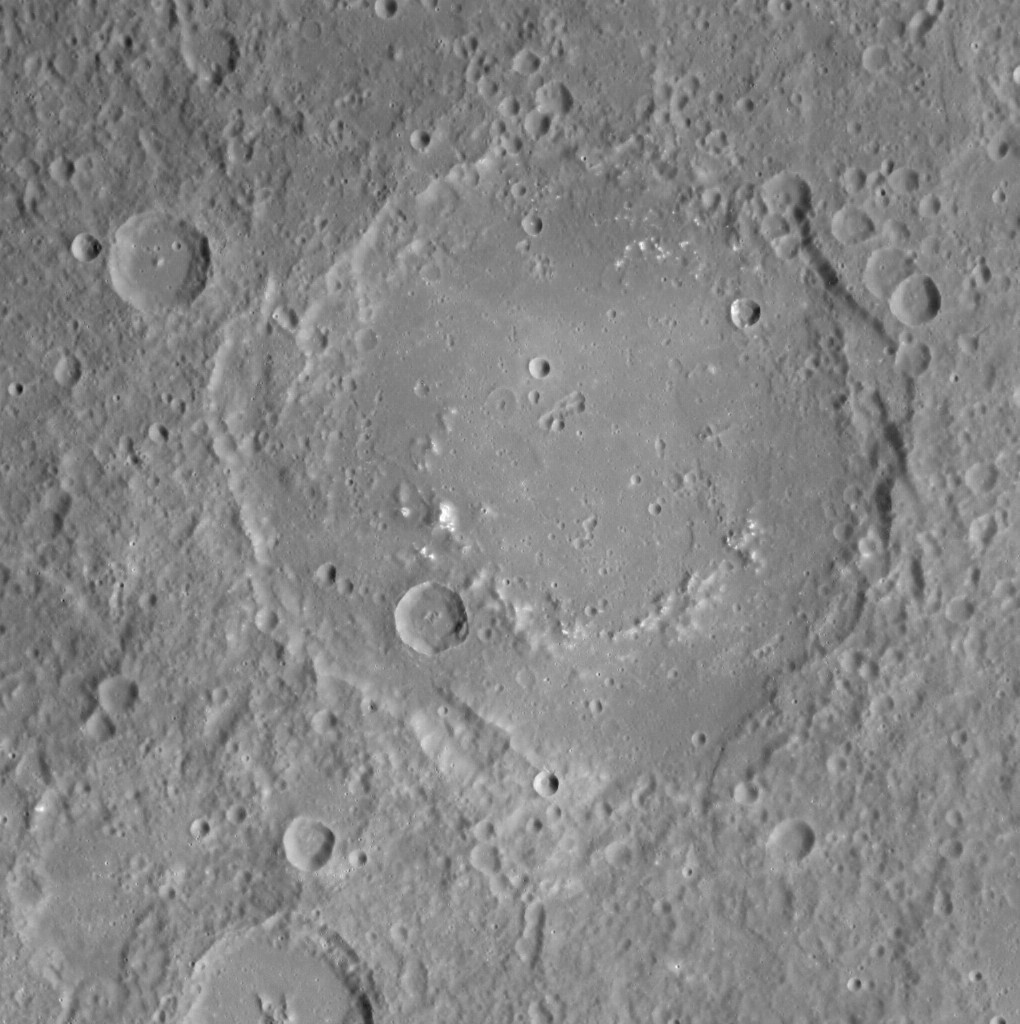
فوهة الهمذاني على كوكب عطارد، سُميت تيمُنًا به.

و لهذا المؤلف فضل كبير في ذيوع صيت ' بديع الزمان الهمذاني لما احتواه من معلومات جمة تفيد جميع القراء من مختلف المشارب والمآرب إذ وضعه لغاية تعليمه فكثرت فيه أساليب البيان وبديع الألفاظ والعروض، وأراد التقرب به من الأمير خلف بن أحمد فضمنه مديحاً يتجلى خاصة فيالمقامة الحمدانية والمقامة الخمرية فنوع ولون مستعملاً الأسلوب السهل، واللفظ الرقيق، والسجع القصير دون أدنى عناء أو كلفة.
و تنطوي المقامات على ضروب من الثقافة إذ نجد بديع الزمان'‘ يسرد علينا أخباراً عن الشعراء في مقامته الغيلانية'‘ و'‘ مقامته البشرية ويزودنا بمعلومات ذات صلة بتاريخ الأدب والنقد الأدبي في مقامته الجاحظية و القريضية والإبليسية، كما يقدم فيالمقامة الرستانية وهو السني المذهب، حجاجاً في المذاهب الدينية فيسفه عقائد المعتزلة ويرد عليها بشدة وقسوة، ويستشهد أثناء تنقلاته هذه بين ربوع الثقافة بالقرآن الكريم والحديث الشريف، وقد عمد إلى اقتباس من الشعر القديم والأمثال القديمة والمبتكرة فكانت مقاماته مجلس أدب وأنس ومتعة وقد كان يلقيها في نهاية جلساته كأنها ملحة من ملح الوداع المعروفة عند أبي حيان التوحيدي في "الامتناع والمؤانسة"، فراعى فيها بساطة الموضوع، وأناقة الأسلوب، وزودها بكل ما يجعل منها:
- وسيلة للتمرن على الإنشاء والوقوف على مذاهب النثر والنظم.
- رصيد لثروة معجمية هائلة
- مستودعاً للحكم والتجارب عن طريق الفكاهة
- وثيقة تاريخية تصور جزءاً من حياة عصره وإجلال رجال زمانه.

كما أن مقامات الهمذاني تعتبر نوا ة المسرحية العربية الفكاهية، وقد خلد فيها أوصافاً للطباع الإنسانية فكان بحق واصفاً بارعاً لا تفوته كبيرة ولا صغيرة، وأن المقامات هذه لتحفة أدبية رائعة بأسلوبها ومضمونها وملحها الطريفة التي تبعث على الابتسام والمرح، وتدعو إلى الصدق والشهامة ومكارم الأخلاق التي أراد بديع الزمان إظهار قيمتها بوصف ما يناقضها، وقد وفق في ذلك أيما توفيق.

## كتب ودراسات عنه:
- بديع الزمان الهمذاني رائد القصة العربية والمقالة الصحفية، مصطفى الشكعة.

## روابط خارجية
- بديع الزمان الهمذاني على موقع الموسوعة البريطانية (الإنجليزية)